# Shin'ichirō Watanabe
Shin'ichirō Watanabe (渡辺 信一郎 Watanabe Shin'ichirō?,  Kioto, Japón, 24 de mayo de 1965) es un director japonés de anime conocido principalmente por sus obras Cowboy Bebop y Samurai Champloo. También dirigió los cortos Kid's Story y A Detective Story de The Animatrix. Watanabe se distingue por mezclar distintos géneros. Es el caso de Cowboy Bebop, donde se mezclan el cine «western» clásico con el cine negro de los años 1940-1950, películas de acción de Hong Kong y jazz, junto con otros géneros. En Samurai Champloo la mezcla es entre distintas culturas de Okinawa, el hip-hop, las historias de samuráis y el Japón moderno.

## Carrera
Después de unirse a la productora japonesa Sunrise, Watanabe trabajó de asistente en la producción y debutó posteriormente como codirector en la bien recibida continuación de Macross, Macross Plus. Después dirigió la serie para televisión Cowboy Bebop y su película, Cowboy Bebop: Knockin' on Heaven's Door en el 2001. En 2003 dirige su primera producción americana con los dos cortos de Animatrix: "Kid's Story" y "A Detective Story". Después de ese proyecto volvió a uno televisivo con Samurai Champloo, que empezó a emitirse en Fuji TV en Japón el 19 de mayo de 2004. Ese mismo año, participó en la película Mind Game como director musical.
Otro trabajo, basado en el manga homónimo de Yuki Kodama, es la dirección de la serie en 2012 de Kids of the Slope (Sakamichi no Apollon), de 12 capítulos, en el que vuelve a mezclar el anime y el jazz. Actualmente, un nuevo trabajo bajo su dirección ha sido lanzado en Japón.
En octubre de 2012, durante el festival FicZone de Granada al que asistió Watanabe, se comentó que estaba colaborando con el estudio de anime BONES en una comedia de ciencia ficción enfocada en el espacio. Si bien BONES confirmó que el estudio se encontraba trabajando con Watanabe, por el contrario no llegó a confirmar ninguna información sobre la serie en desarrollo. Un año después, en el otoño de 2013 se dio a conocer que la nueva sería Space Dandy, dirigida por el propio Watanabe.

## Principales trabajos

### Producciones de televisión
- Obatarian (1990; supervisión de episodios)
- Genki Bakuhatsu Ganbaruger (1992; supervisión de episodios)
- Cowboy Bebop (1998, director jefe)
- Samurai Champloo (2004; director jefe)
- Eureka Seven (2005; supervisión del tercer tema de ending)
- Ergo Proxy (2006; storyboard, ep. 19)
- Michiko to Hatchin (2008; coproductor y productor musical)
- Star Driver: Kagayaki no Takuto (2010; storyboard & unit director, OP 1)
- Sakamichi no Apollon (2012; director jefe)
- Lupin III: The Woman Called Fujiko Mine (2012; productor musical)
- Space Dandy (2014; director jefe)
- Zankyō no Terror (2014; director jefe)
- Carole & Tuesday (2019; director jefe)
- Lazarus (2025; director jefe)

### OVA
- Armor Hunter Mellowlink (1988–1989; supervisión de episodios)
- Mobile Suit Gundam 0083: Stardust Memory (1991; supervisión de episodios)
- Macross Plus (1994; codirector)
- The Animatrix (2003; dirección de episodios)
- Blade Runner Black Out 2022 (2017; dirección)

### Películas
- Macross Plus: Movie Edition (1995; codirector)
- Cowboy Bebop: Knockin' on Heaven's Door (2001; director jefe)
- Mind Game (2004; productor musical)
- Genius Party: Baby Blue (2008; director)